# Чабышево
Чабышево — деревня в Меленковском районе Владимирской области России, входит в состав Денятинского сельского поселения.

## География
Деревня расположена на берегу речки Картынь (Картынский пруд) в 12 км на северо-восток от центра поселения села Денятино и в 31 км на север от города Меленки.

## История
Сельцо Чабышево впервые упоминается в окладных книгах 1676 года в составе Папулинского прихода, в ней тогда был двор помещиков, двор приказчиков и 33 двора крестьянских. В сельце Чабышеве до конца XVIII века существовала церковь во имя Покрова Пресвятой Богородицы. Церковь в Чабышеве была построена после 1676 года, потому что в окладных книгах не упоминается.
В конце XIX — начале XX века деревня входила в состав Папулинской волости Меленковского уезда, с 1926 года — в составе Муромского уезда. В 1859 году в деревне числился 41 двор, в 1905 году — 87 дворов, в 1926 году — 129 дворов.
С 1929 года деревня являлась центром Чабышевского сельсовета Меленковского района, с 1940 года — в составе Папулинского сельсовета, с 2005 года — в составе Денятинского сельского поселения. 

## Население
| 1859 | 1905 | 1926 | 2002 | 2010 | 2021 |
| ---- | ---- | ---- | ---- | ---- | ---- |
| 348  | ↗513 | ↗634 | ↘21  | ↘18  | ↗55  |